# Bandy i Tyskland
Bandy i Tyskland är en ytterst liten sport. Under början av 1900-talet spelades bandy på vissa håll i Tyskland. Men under mellankrigstiden dog sporten ut. Under 1980-talet började man spela rinkbandy på vissa ställen.

## Historia

### Tidig bandy
Bandy introducerades i Tyskland 1891 av britten Charles Goodman Tebbutt och de första bandymatcherna i Tyskland spelades 1901. Första tyska sportklubben som utövade bandy var Charlottenburger Eislaufverein som spelade sina matcher på Spreedamm i Berlin. Bland andra klubbar som utövade bandy fanns Leipziger HK, BFC Preussen, Academic SC och Viktoria. Leipziger HK skulle 1913 deltagit i bandyturneringen vid Nordiska spelen i Stockholm i Sverige men det "kolliderade" med Europamästerskapet i Schweiz då många av Leipziger HK:s spelare skulle spelat för Tysklands landslag. Med första världskriget minskade intresset, och under 1930-talet dog den organiserade bandyn i Tyskland mer eller mindre ut. Leipzig var det lag som längst höll fast vid bandy.

### Efter andra världskriget
Sedan 1980-talet har bandy börjat komma tillbaka till Tyskland, och en av pionjärerna med återintroduceringen blev Neusser Schlittschuh-Klub. Fortfarande är dock sporten ännu ovanlig i Tyskland och för det mesta handlar det om rinkbandy. Västtyskland var 1990-1991 medlem av "Federation of International Bandy". 2013 blev Tyskland medlem.. Några tyska representanter var med på FIB:s utvecklingsläger 2013. Landslaget har spelat en rinkbandyturnering i Nijmegen mot Nederländerna och ett lag från Pervouralsk., var med i ett inofficiellt EM 2014 och i VM 2014. 